# Reher Kratt
Das Reher Kratt ist ein Naturschutzgebiet in der Nähe des Dorfes Reher östlich von Schenefeld in Schleswig-Holstein. Es wurde am 31. Januar 1938 zum Naturschutzgebiet erklärt. Die Betreuung erfolgt durch den Kreis Steinburg als Untere Naturschutzbehörde. Das Reher Kratt liegt innerhalb eines FFH-Gebietes mit gleichem Namen.
Das Gebiet liegt in etwa 30 m Höhe über NN auf einem schwach ausgeprägten Geestrücken. Es ist gekennzeichnet durch leichte, sandige Böden (Eisen-Humus-Podsol bis Parabraunerden), die aus Schmelzwasserablagerungen der letzten Eiszeit bestehen. Die stark ausgewaschenen Böden sind kalk- und nährstoffarm und neigen zur Ortsteinbildung. Stiel- und Traubeneichen sind dominierende Arten der für diesen Standort typischen Waldgesellschaft.
Hier befindet sich eines der letzten erhaltenen Eichenniederwaldgebiete in Schleswig-Holstein. Diese Form des Waldes entstand durch die Abschlagung der Eichen bis auf den Stock und war früher typisch für die sandigen, unfruchtbaren Geestkuppen in dieser Region.
In diesem Rückzugsgebiet für seltene Insekten und Reptilien findet man in der dichten Vegetationsdecke seltene Pflanzenarten wie Bärlapp, Bergwohlverleih und Graslilien. Auch gibt es einen größeren Bestand an schlankwüchsigen Wacholder.

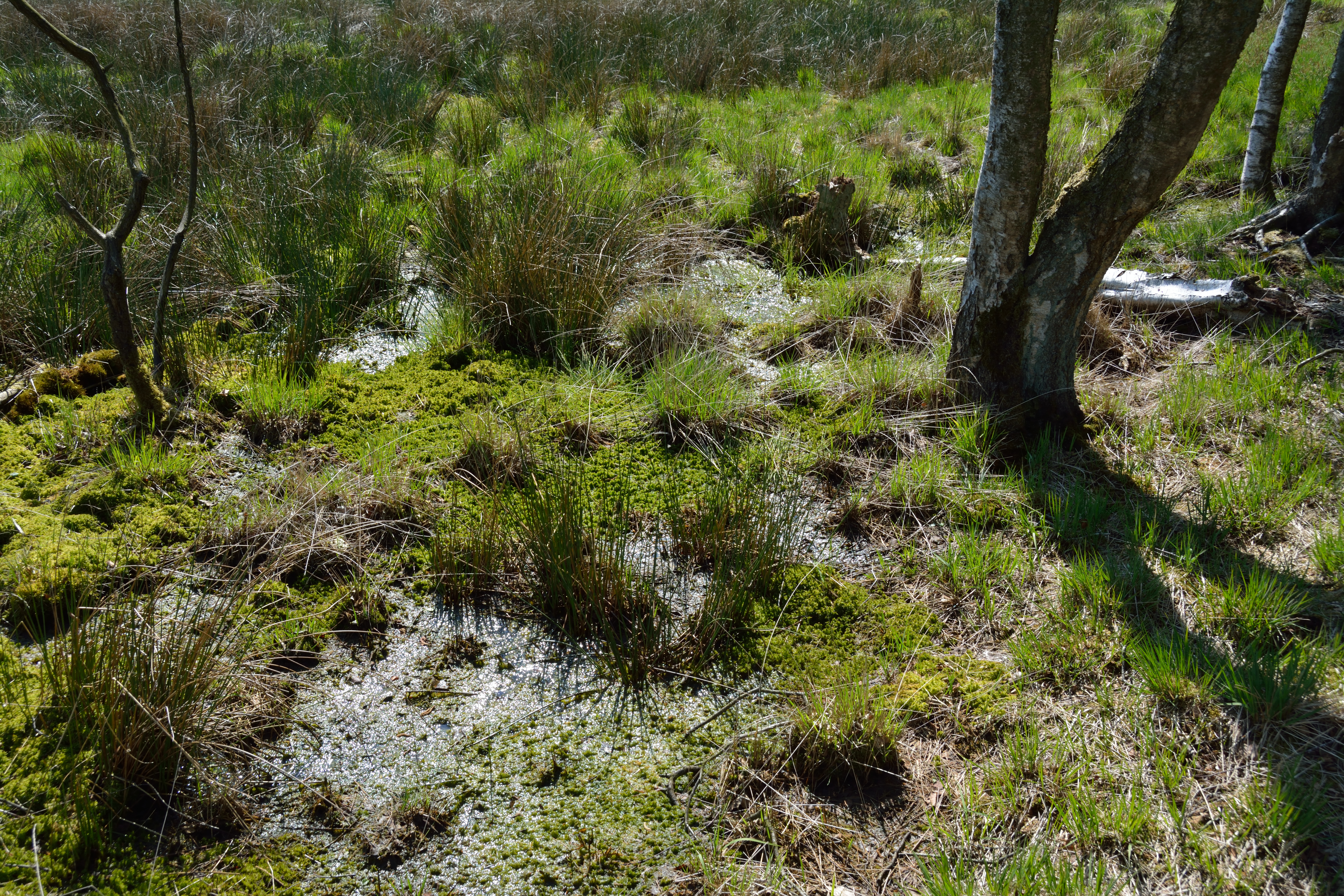
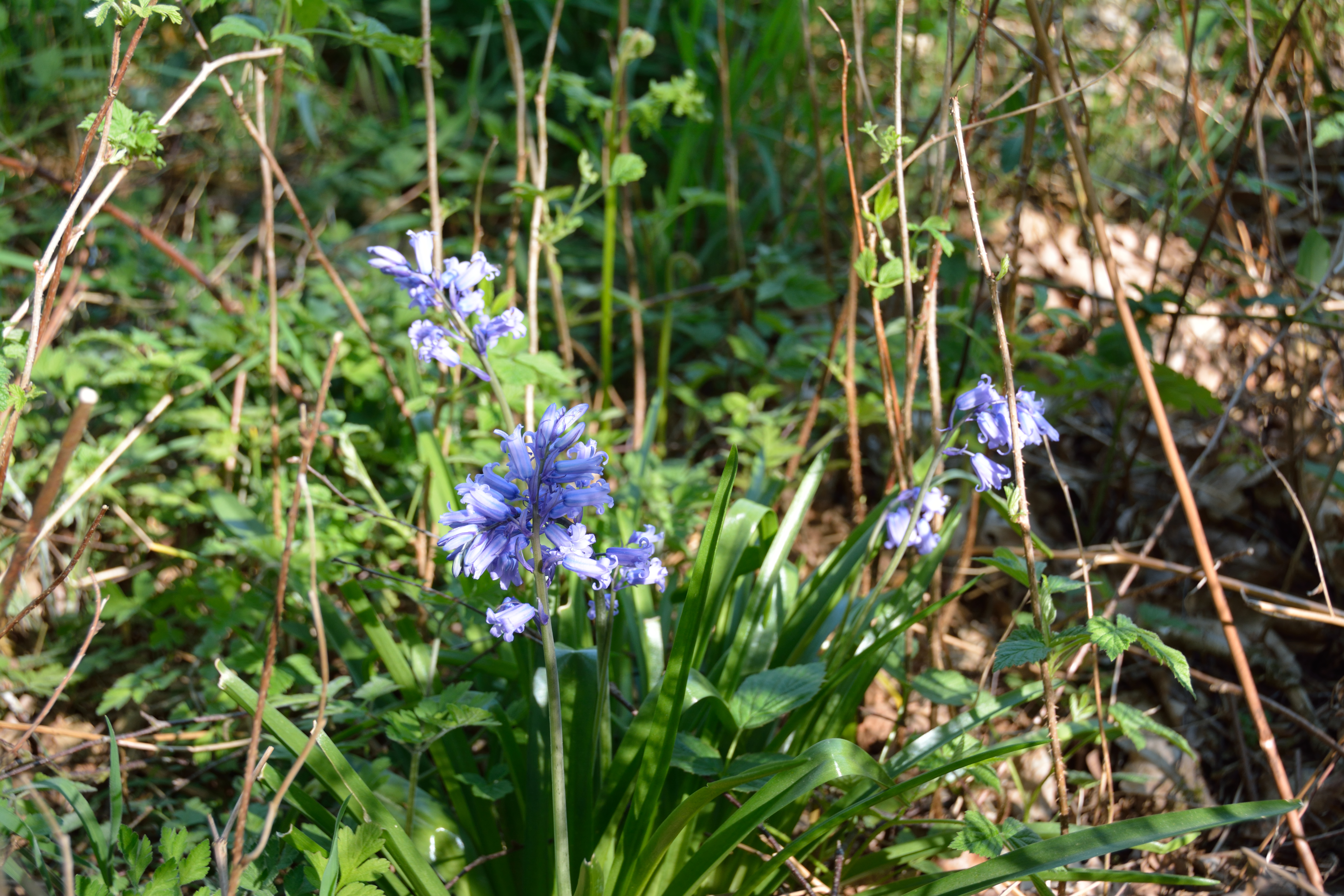
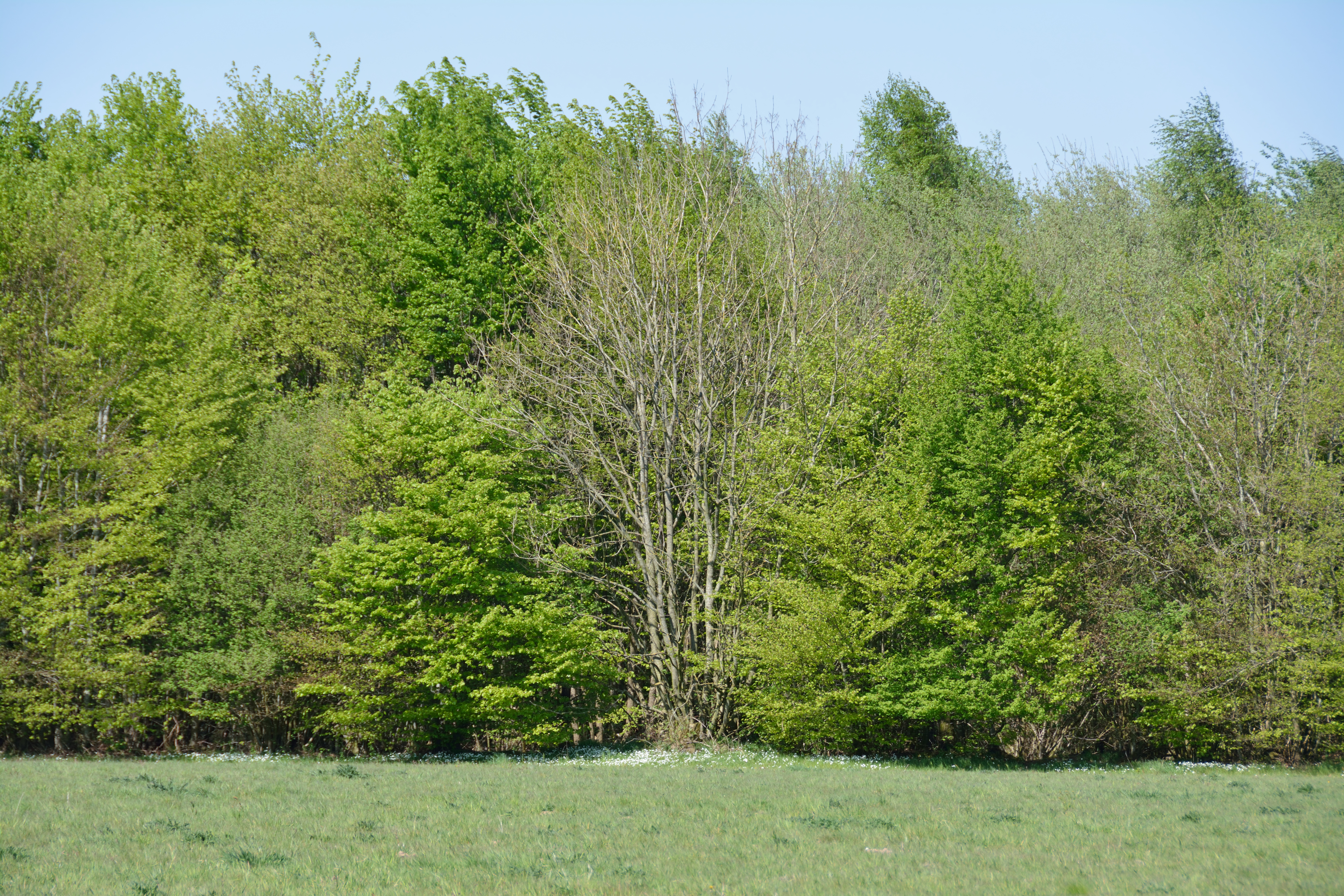
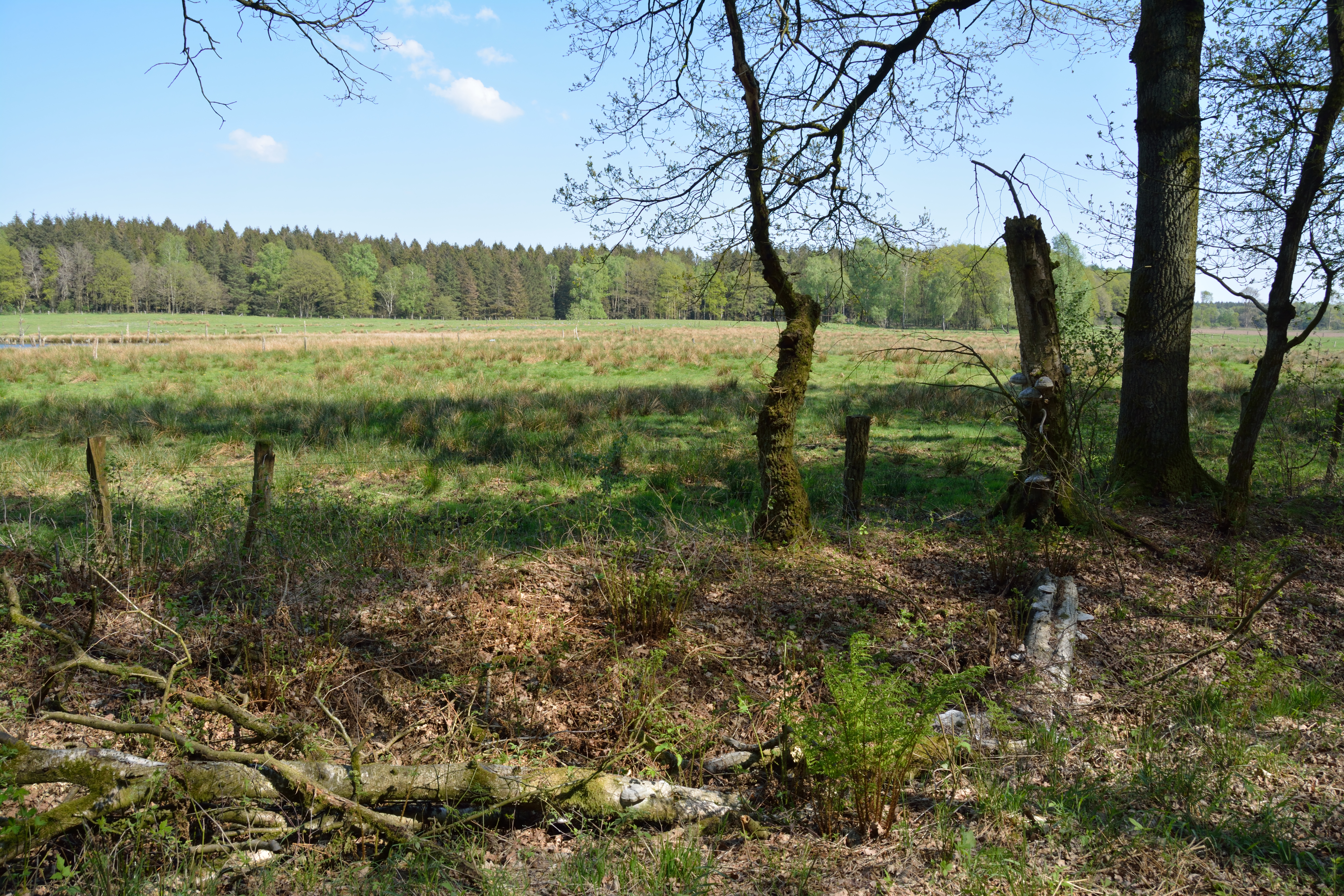
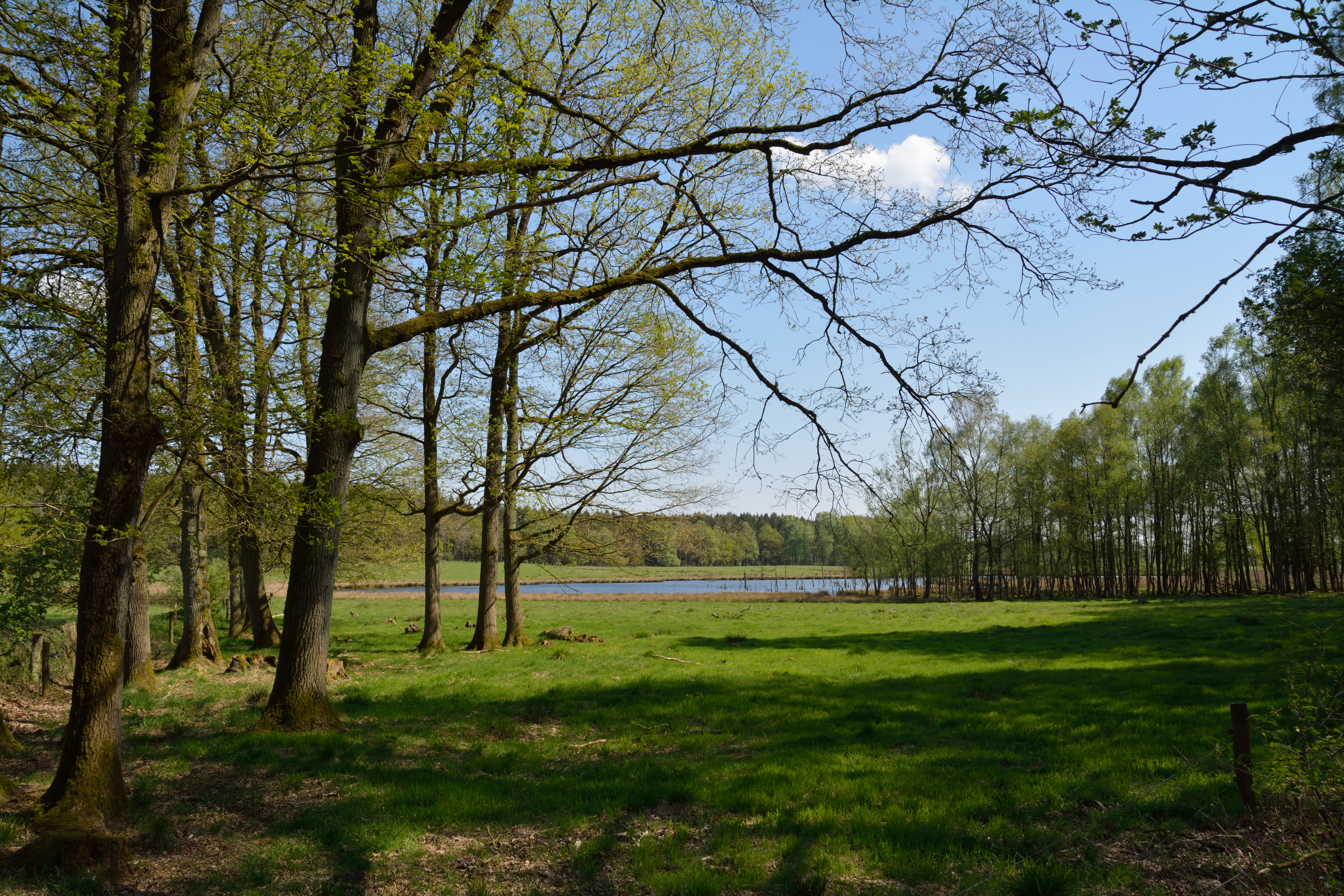
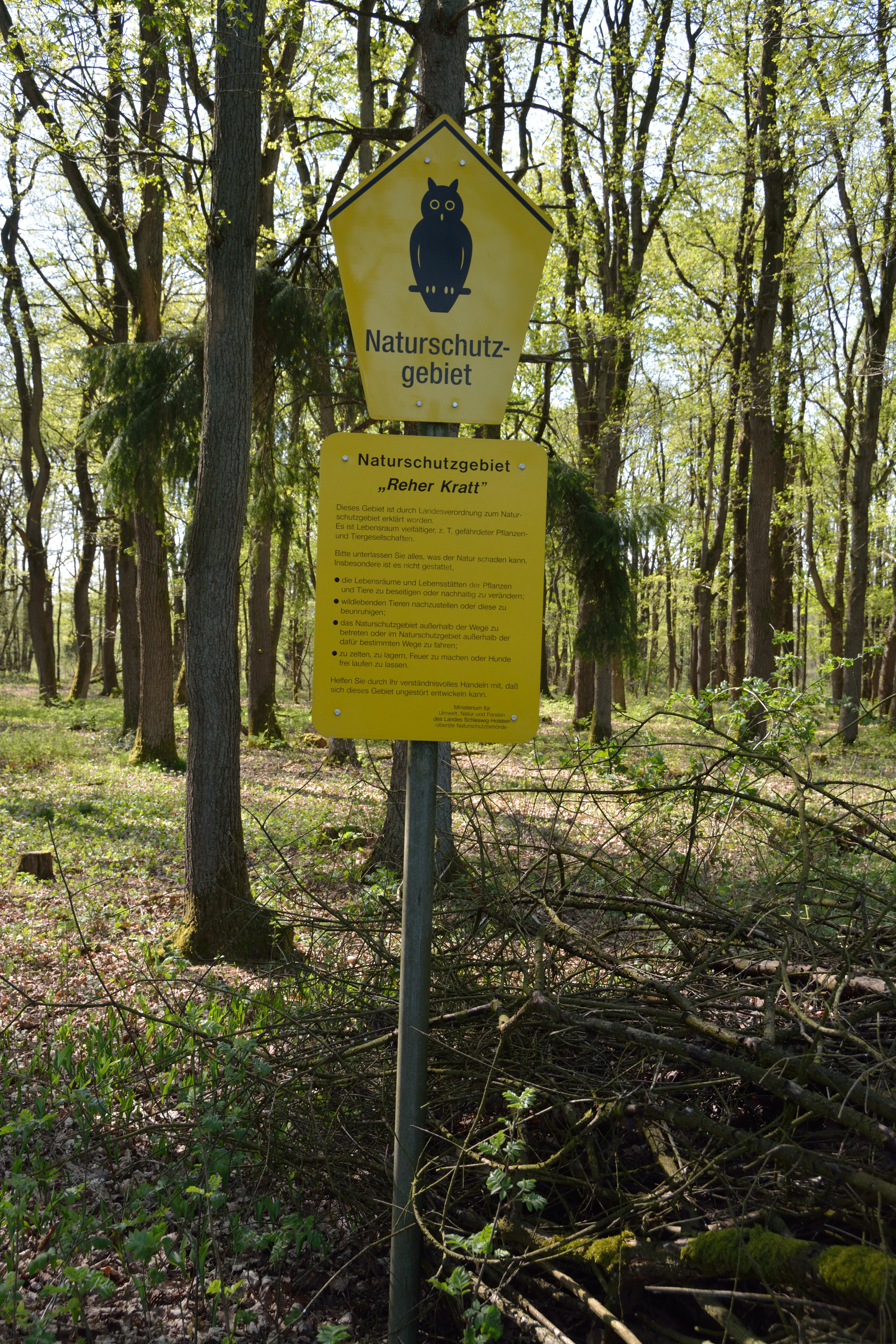
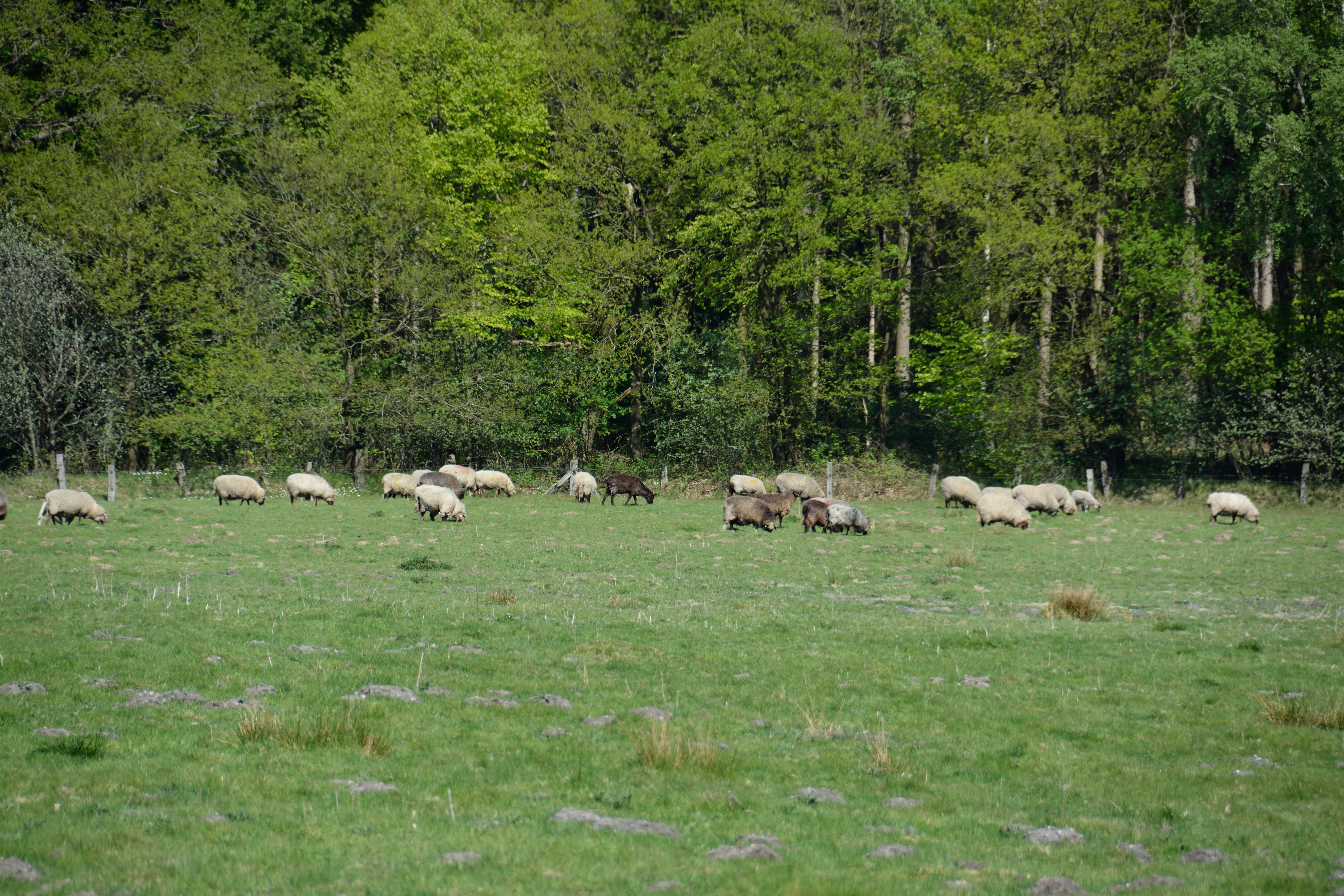
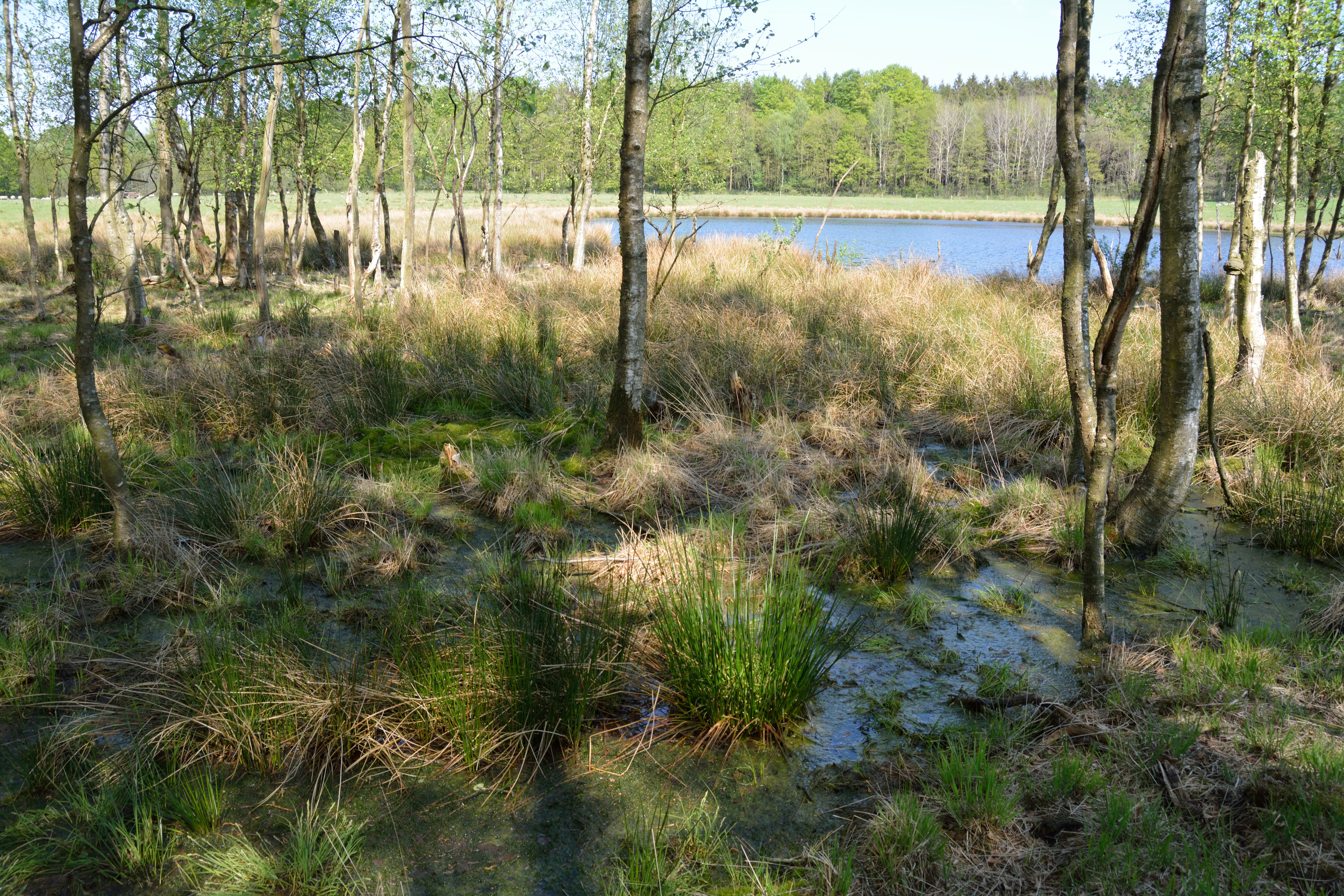